# Кустарниковый новозеландский крапивник
Кустарниковый новозеландский крапивник, или новозеландский кустарниковый крапивник (лат. Xenicus longipes), — вид вымерших почти нелетающих птиц из семейства новозеландских крапивников (Acanthisittidae). Научное видовое название «longipes» означает «длинноногий». Являлся эндемиком Новой Зеландии. На главных островах обитали в дремучих и горных лесах, на близлежащих островах они встречались в прибрежных лесах и кустарниках. Причиной вымирания этих уязвимых, гнездящихся на земле птиц, по всей видимости, стали завезённые на острова хищники.

## Классификация
Согласно данным сайта Международного союза орнитологов, вид разделяют на 3 вымерших подвида<:
- Xenicus longipes longipes (Gmelin, 1789) — населял Южный остров, последний раз зарегистрирован в 1949 году
- Xenicus longipes stokesii G. R. Gray, 1862 — населял Северный остров, представители не обнаруживались с 1972 года
- Xenicus longipes variabilis Stead, 1936 — населял остров Стьюарт, последняя регистрация в 1965 году

## Галерея

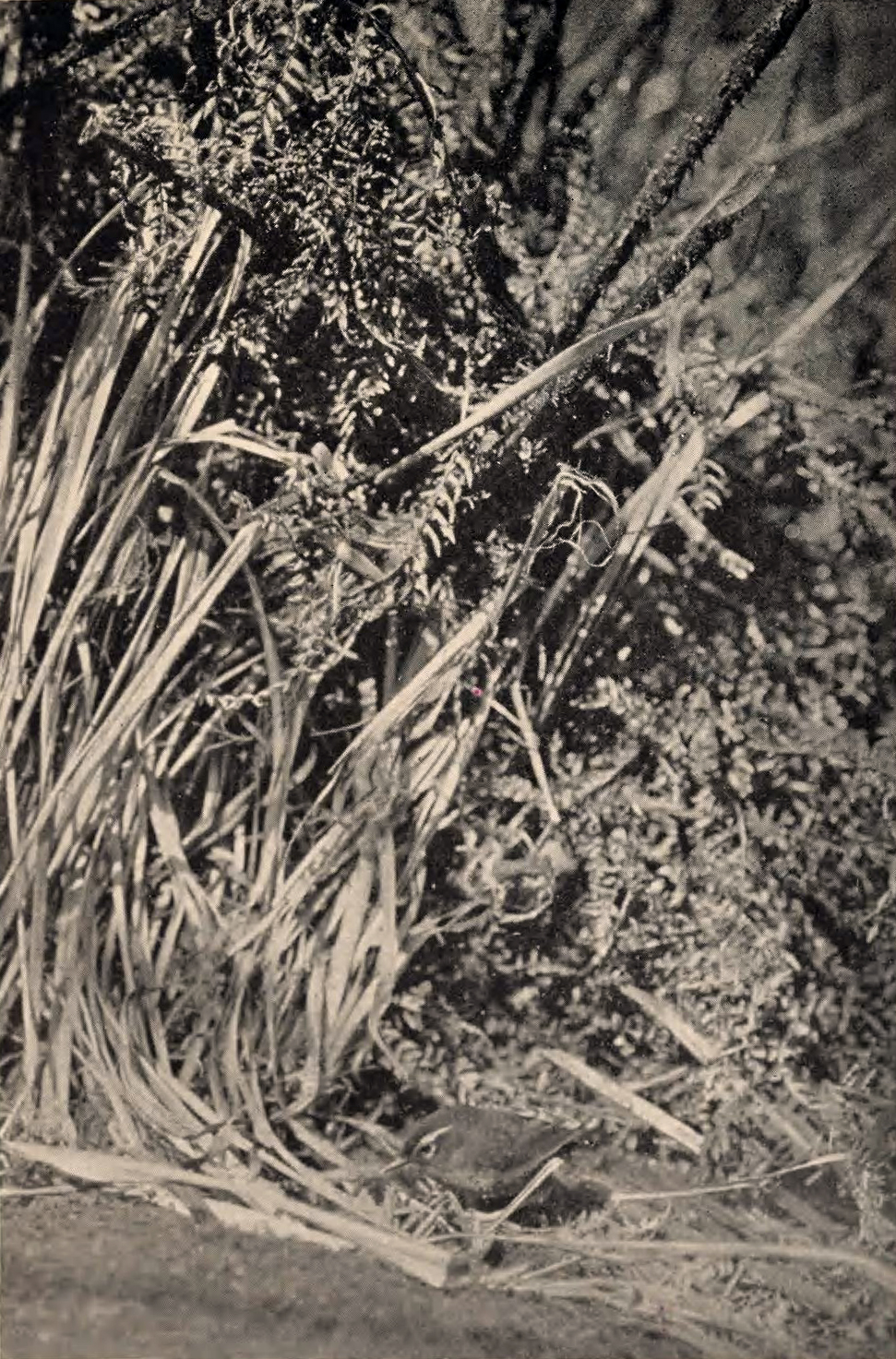
Фотография новозеландского кустарникового крапивника с Южного острова (Xenicus longipes longipes), сделанная в 1911 году Гербертом Гутри-Смитом (англ. Herbert Guthrie-Smith)
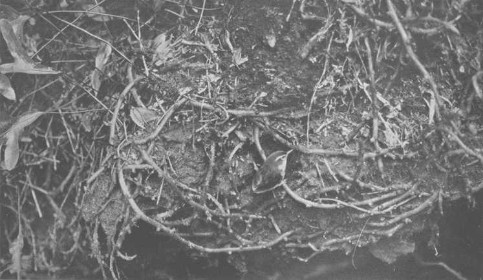
Фотография птицы
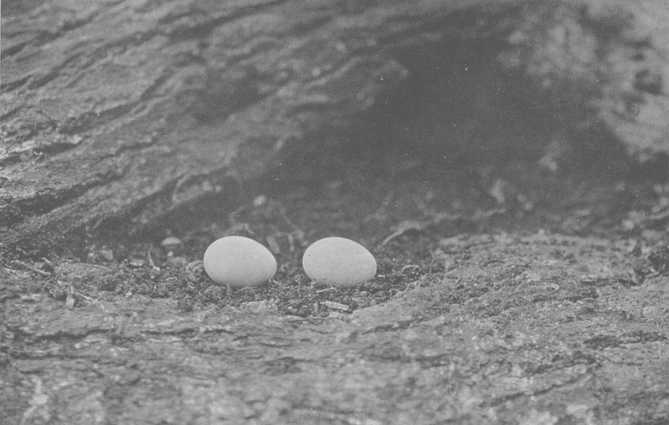
Фотография яиц